# Підкова II
Підкова II (пол. Podkowa) – шляхетський герб, різновид герба Підкова.

## Опис герба
Опис з використанням класичних правил блазонування:
У червоному полі срібна підкова кінцями до низу; над нею золота восьмипроменева зірка; між кінцями підкови срібний меч з золотим руків'ям. Клейнод: п'ять страусиних пір'їн, пронизаних мечем, лезом вліво. Намет блакитний, підбитий сріблом.

## Найбільш ранні згадки
Герб присвоєно 1790 року Мартіну Прандтке, капітану І регіменту війська коронного, що підтверджується 14 лютого 1792 року. У 1790 року герб також присвоєно Войцехові Ґреффену.

## Роди
Два роди:
- Ґреффени (Greffen),
- Прандтке (Prandtke).